# Xã Harrison, Quận Montgomery, Ohio
Xã Harrison (tiếng Anh: Harrison Township) là một xã thuộc quận Montgomery, tiểu bang Ohio, Hoa Kỳ. Năm 2010, dân số của xã này là 22.397 người.